# Diocèse d'Escuintla
Le diocèse d'Escuintla (en latin : Dioecesis Escuintlensis ; en espagnol : Diócesis de Escuintla) est un diocèse de  l'Église catholique du Guatemala, suffragant de l'archidiocèse de Santiago de Guatemala.

## Territoire

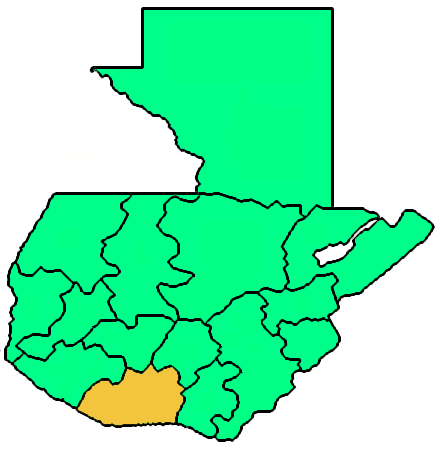

Il comprend le département d'Escuintla avec un territoire d'une superficie de 4 384 km2 divisé en 18 paroisses. L'évêché est dans la ville d'Escuintla où se trouve la cathédrale de l'Immaculée Conception.

## Histoire
La prélature territoriale d'Escuintla est érigé le 9 mai 1969 par la constitution apostolique De animorum bono du pape Paul VI en prenant sur le territoire de l'archidiocèse de Santiago de Guatemala.
Le 28 juillet 1994, la prélature territoriale est élevée au rang de diocèse par la constitution apostolique Cum praelatura territorialis du pape Jean-Paul II.

## Évêques
- José Julio Aguilar García (1969-1972), nommé évêque du diocèse de Quiché
- Mario Enrique Ríos Mont, C.M (1974-1984)
  - Sede vacante (1984-1986)
- Fernando Claudio Gamalero González (1986-2004)
- Victor Hugo Palma Paúl (2004- )